# 同行避難
同行避難（どうこうひなん）とは、災害発生時に、飼い主が飼育しているペットを同行し避難すること。避難先で人とペットが一緒に過ごせるか否かは自治体や避難所の判断に委ねられるゆえに、避難所での人とペットとの同居を意味する「同伴避難（どうはんひなん）」とは意味が異なる。

## 概要
日本においては、1995年の阪神・淡路大震災では、ペット連れで避難してきた住民と他の住民との間でトラブルが発生した。このことから、日本全体で災害時のペット対策が検討されはじめる。しかしながら、2004年の新潟県中越地震、2011年の東日本大震災以前には同行避難の考え方が浸透していなかったため、多くのペットが被災地に置き去りにされたり、行方不明になった。このため、実効性のあるペット対策が求められるようになった。
2015年に環境省から発行された『災害時におけるペットの救護対策ガイドライン』では、同行避難を推奨している。
同行避難のメリットとしては以下が挙げられる。
- ペットを守る。
- 取り残されたペットを改めて保護する時間と労力が不要になる。
- 放浪動物になったペットが人間に危害を加える、畑など環境を荒らすようになることを防ぐ。

避難所においては、実際の避難所によって状況が異なり、一概には言えない。屋外飼育が前提となっているような犬などでは、避難所での室内飼いは逆にストレスになることもある。動物にアレルギーをもつ避難者がいる場合には、該当する避難動物との接触しないよう居住場所を分けるといった工夫も必要となってくる。また、災害の発生直後など行政職員が多忙となりペットへの対応が事実上不可能となって遅れることもあるため、日ごろからのネットワーク造りも重要となってくる。
同行避難訓練を行う自治体も増えてきている。

## 過去の事例
避難所におけるペットの取り扱いはさまざまであり、屋内で飼育が認められている場合や人とペットの同居テントが張られる場合、ペット専用係留所のある場合、室内へは受け入れられないために人とペットが車中生活をする場合などがある。
避難所では、放された犬が休養中の避難者の周囲を動き回っていたり、ノミが発生したりなど、避難所での同行避難に関する問題が相次いでいた。また、特に子供やお年寄りへの危害や、アレルギーなどによる健康被害も懸念された。
震災前から地域防災計画に同行避難について記載し、ペット救済マニュアルの作成、物資の備蓄を行っていたにもかかわらず、飼い主や市区町村などの災害担当部署に「ペットとの同行避難」に関する意識が十分に浸透せず、多くの飼い主がペットを置いて避難したため、発災後の対応に苦慮した自治体もあった。このような事態が相次いだために、体制の準備だけでなく、それに関する組織の団結や飼い主への普及・啓発は重要である。